# Erzbistum Guayaquil
Das Erzbistum Guayaquil (lateinisch Archidioecesis Guayaquilensis, spanisch Arquidiócesis de Guayaquil) ist eine in Ecuador gelegene Erzdiözese der römisch-katholischen Kirche mit Sitz in Guayaquil.

## Geschichte
Das Bistum Guayaquil wurde am 29. Januar 1838 aus Gebietsabtretungen des Bistums Quito errichtet und diesem als Suffraganbistum unterstellt.
Am 22. Januar 1956 wurde das Bistum Guayaquil durch Papst Pius XII. zum Erzbistum erhoben.
Das Erzbistum gab in seiner Geschichte mehrmals Teile seines Territoriums zur Gründung neuer Bistümer ab.

## Bischöfe

### Bischöfe von Guayaquil
- Francisco Xavier de Garaycoa, 15. Februar 1838–5. September 1851, dann Erzbischof von Quito
- Tomás Aguirre, 22. Juli 1861–14. Mai 1868
- José María Lizarzabaru SJ, 22. November 1869–17. Oktober 1877
- Roberto Maria Pozo y Martin SJ, 13. November 1884–1909
- Juan María Riera OP, 19. Januar 1912–20. November 1915
- Andrés Machado SJ, 26. April 1916–22. Januar 1926
- Carlos María de la Torre, 20. Dezember 1926–8. September 1933, dann Erzbischof von Quito
- José Felix Heredia Zurita SJ, 16. Dezember 1937–2. August 1954
- César Antonio Mosquera Corral, 11. Oktober 1954–22. Januar 1956

### Erzbischöfe von Guayaquil
- César Antonio Mosquera Corral, 22. Januar 1956–11. März 1969
- Bernardino Kardinal Echeverría Ruiz OFM, 10. April 1969–7. Dezember 1989
- Juan Ignacio Larrea Holguín, 7. Dezember 1989–7. Mai 2003
- Antonio Arregui, 7. Mai 2003–24. September 2015
- Luis Gerardo Kardinal Cabrera Herrera OFM, seit 24. September 2015